# Seleção Luxemburguesa de Basquetebol
A Seleção Luxemburguesa de Basquetebol é a equipe que representa o Grão-ducado de Luxemburgo em competições internacionais. É gerido pela Federação Luxemburguesa de Basquetebol (luxemburguês: Federation Luxemburgeoise de Basketball (FLBB) localizada em Strassen filiada à FIBA desde 1934.
O Comitê Olímpico de Luxemburgo é membro da Associação Atlética dos Pequenos Estados Europeus onde disputa os Jogos dos Pequenos Estados da Europa nos quais conquistou três medalhas de prata e três medalhas de bronze.

## Escalação Atual
(*) Baseado na equipe que disputou as Eliminatórias do EuroBasket de 2017.
| Seleção Luxemburguesa de 2017 | Seleção Luxemburguesa de 2017 | Seleção Luxemburguesa de 2017 | Seleção Luxemburguesa de 2017 | Seleção Luxemburguesa de 2017 | Seleção Luxemburguesa de 2017 |
| #                             | Pos.                          | Nome                          | Altura                        | Nasc.                         | Clube                         |
| ----------------------------- | ----------------------------- | ----------------------------- | ----------------------------- | ----------------------------- | ----------------------------- |
| 4                             | AR                            | Tom Schumacher                | 1,89m                         | 26/02/1987                    | T21 Dudelange                 |
| 5                             | AR                            | Pitt Koster                   | 1,82m                         | 20/06/1989                    | Amicale Steinsel              |
| 6                             | AR                            | Max Schmit                    | 1,86m                         | 19/01/1992                    | Résidence Walferdange         |
| 8                             | A                             | Thomas Gruen                  | 1,98m                         | 28/02/1995                    | Gladiators Trier              |
| 10                            | AR                            | Patrick Arbaut                | 1,85m                         | 21/12/1987                    | Etzella Ettelbruck            |
| 11                            | AP                            | Jean Kox                      | 1,99m                         | 01/09/1990                    | Musel Pikes                   |
| 12                            | P                             | Joe Kalmes                    | 2,00m                         | 24/11/1995                    | Musel Pikes                   |
| 13                            | AP                            | Samy Picard                   | 1,96m                         | 08/06/1988                    | Amicale Steinsel              |
| 14                            | AP                            | Dean Gindt                    | 2,01m                         | 28/03/1991                    | Sparta Bertrange              |
| 21                            | AR                            | Raul Birenbaum                | 1,82m                         | 28/09/1989                    | AB Contern                    |
| 22                            | AR                            | Bob Melcher                   | 1,90m                         | 09/12/1994                    | Amicale Steinsel              |
| 23                            | AR                            | Jairo Delgado                 | 1,88m                         | 17/07/1985                    | Etzella Ettelbruck            |
| 24                            | P                             | Yann Wolff                    | 1,98m                         | 22/06/1994                    | Etzella Ettelbruck            |
| 25                            | A                             | Tom Welter                    | 1,86m                         | 16/12/1993                    | Musel Pikes                   |
| 31                            | AP                            | Alex Laurent                  | 1,98m                         | 06/06/1993                    | Amicale Steinsel              |
|                               |                               |                               |                               | Técnico                       | Ken Diederich                 |

## Ligações Externas
- Sítio Oficial da Federação Luxemburguesa de Basquetebol